# Ceropegia ciliata
Ceropegia ciliata ist eine Pflanzenart aus der Unterfamilie der Seidenpflanzengewächse (Asclepiadoideae). Sie ist im indischen Bundesstaat Tamil Nadu beheimatet.

## Beschreibung

### Erscheinungsbild und Blatt
Ceropegia ciliata ist eine ausdauernde krautig Pflanze. Als Überdauerungsorgane werden Wurzelknollen gebildet, die bei einem Durchmesser von 3 bis 4 cm kugelig sind. Die jährlich neu austreibenden, windenden Sprossachsen sind behaart. Die Laubblätter sind ungestielt bis kurz gestielt. Die Blattspreiten sind linealisch-lanzettlich und zugespitzt.

### Blütenstand, Blüte und Frucht
Der gestielte Blütenstand ist vielblütig. Der Blütenstandsschaft und die Blütenstiele sind behaart.
Die zwittrigen Blüten sind zygomorph und fünfzählig mit doppelter Blütenhülle. Die Blütenkrone ist 2,5 bis 3 cm lang. Im unteren Teil sind die fünf Kronblätter zu einer schlanken, rund 18 mm langen Kronröhre (Sympetalie) verwachsen. Die Kronröhre ist basal zu einem eiförmigen, 7 bis 9 mm langen „Kronkessel“ aufgebläht. Die Kronröhre erweitert sich zur Blütenmündung hin nur wenig. Die Kronblattzipfel sind 6 bis 10 mm lang und mit den Spitzen verwachsen; sie bilden somit eine käfigartige Struktur. Die Lamina der Kronzipfel sind entlang der Längsachse nach außen gebogen. Die Nebenkrone ist ungestielt und basal verwachsen. Die behaarten Zipfel der interstaminalen äußeren Nebenkrone sind dreieckig, entweder ganzrandig oder auch median eingeschnitten. Die Zipfel der staminalen inneren Nebenkrone sind spatelig geformt, stehen zunächst aufrecht und weichen dann auseinander, oder es sind nur die Spitzen etwas zurück gebogen. Während Robert Wight als Blütezeit am Typusfundort Juni/Juli angibt, blüht Ceropegia ciliata nach Murthy et al. (2012) im August/September.
Die spindelförmigen Balgfrüchte sind 8 cm lang bei einem Durchmesser von nur 4 mm.

## Verbreitung
Ceropegia ciliata kommt in den indischen Bundesstaaten Kerala und Tamil Nadu vor.

## Taxonomie
Die Erstbeschreibung Ceropegia ciliata erfolgte 1850 durch Robert Wight in seinem Werk Icones plantarum Indiae orientalis.
Ceropegia ensifolia wurde von Herbert Huber (1957) als Unterart von Ceropegia ciliata eingeordnet. Im Gegensatz zu Ceropegia ciliata hat Ceropegia ensifolia aber Wurzelknollen, weshalb Ansari (1984) und Jagtap et al. 1999 dieses Taxon wieder als eigenständige Art auffassen.

## Nutzung durch den Menschen
Das indigene Volk der Toda in den Nilgiri-Bergen in Tamil Nadu benutzt den Saft der ganzen Pflanze um Fieber zu behandeln.